# Skat Champion
 Erich Winkler (Hardware)
 David Levy (Software)
Beim Skat Champion handelt es sich um einen frühen, 1980 zur Marktreife gebrachten Skatcomputer, der von den auf die Herstellung von Schachcomputern spezialisierten Firmen Novag Industries Ltd. (kurz: Novag) sowie Scientific Systems Ltd. (kurz: SciSys) aus Hongkong entwickelt und produziert wurde. Die Funktion des Skat Champion besteht darin, zwei fehlende menschliche Skatpartner zu ersetzen. Der Einführungspreis der gezielt auf die westdeutschen Verbraucher zugeschnittenen Skatkonsole lag bei 398 DM. Mit Hilfe eines separat zu erwerbenden Zusatzgerätes namens Skat Champion Partner kann bei zwei menschlichen Spielern der fehlende dritte Spieler ersetzt werden. Das oft im Verbund mit der Basiskonsole angebotene Partnermodul kostete weitere 198 DM.
Der Skat Champion verfügt über einen 8-Bit-Mikroprozessor, einen Arbeitsspeicher von 256 Byte SRAM sowie einen Festspeicher von 16 KB ROM für das fest eingebaute Skatprogramm. Bedient wird das Gerät mittels eines für die Zugeingabe zuständigen Tastaturfeldes. Die Zugausgabe erfolgt über eine Digitalanzeige sowie zahlreiche Leuchtdioden. Die technikgeschichtliche Relevanz des heutzutage weitgehend vergessenen Skat Champion besteht darin, dass es sich um das erste in Massen produzierte Gerät dieser Art handelt. Im Gegensatz zu den noch heute verwendeten Schachcomputern konnten sich die Skatcomputer auf dem Feld der Unterhaltungselektronik jedoch nicht dauerhaft durchsetzen und führten in eine evolutionäre Sackgasse. Computerskat ist bis heute eine Randerscheinung geblieben und wird heutzutage als Anwendung auf Personal Computern und Smartphones gespielt.
Der genaue Zeitpunkt der Produktionseinstellung des Skat Champion sowie des Partnermoduls ist ebenso wenig bekannt wie die Anzahl der tatsächlich verkauften Einheiten des ersten Skatcomputers. 1983 brachte der Hersteller Novag ein verbessertes Nachfolgemodell auf den Markt.

## Geschichte
Die Geschichte des Skat Champion und damit des ersten kommerziell vertriebenen Skatcomputers ist eng mit den Fortschritten auf dem Gebiet der Mikroelektronik sowie dem Aufkommen der für den Heimbedarf entwickelten Schachcomputer in den späten 1970er Jahren verbunden. Durch die fortschreitende Miniaturisierung und Verfügbarkeit kostengünstiger Halbleiter ergab sich erstmals die Möglichkeit, Computerschach ohne tiefergehende Computerkenntnisse auf handlichen und erschwinglichen Tischgeräten zu spielen.
Anfang 1978 gründete der aus Nürnberg stammende deutschkanadische Spielzeugfabrikant Peter Auge das auf Schachcomputer spezialisierte Elektronikunternehmen Novag Industries Ltd. (Novag) und übernahm die Geschäftsführung. In dieser Eigenschaft wandte sich Auge an den aus der Schweiz stammenden Techniker und Elektronikexperten Erich Winkler mit dem Auftrag, die Hardware für einen Schachcomputer zu bauen, der den bereits erschienen Marktführern wie dem Fidelity Chess Challenger I Konkurrenz machen sollte. Auge selbst versprach, sich auf die Suche nach einem fähigen Schachprogrammierer zu machen. Aus der Kooperation zwischen Auge und Winkler gingen binnen kurzer Zeit mehrere erfolgreiche Schachcomputermodelle hervor, etwa der 180.000 mal verkaufte Novag Chess Champion Mk. I (1978) oder das Chess Champion Super System III (1979).

### Gründung der Firma Scientific Systems Ltd.
Ende 1979 verließ der studierte Physiker Winkler die Firma Novag im Streit. Der Schweizer gründete daraufhin sein eigenes Elektronikunternehmen im damals boomenden Hongkong und taufte die neue Firma auf den Namen Scientific Systems Ltd. (kurz SciSys; 1987 in Saitek umgetauft und seit 2016 im Besitz des schweizerischen Unternehmens Logitech).
Aus dieser Situation ergaben sich hinsichtlich der bereits kurz vor der Serienreife stehenden Schachcomputer rechtliche Probleme, die erst geklärt werden mussten. Im Verlauf des Jahres 1980 einigten sich Auge und Winkler darauf, dass die noch vor Winklers Ausscheiden gemeinsam entwickelten Schachcomputermodelle von beiden Unternehmen unter dem jeweils eigenen Firmennamen verkauft werden durften. Vom Ende 1980 zur Marktreife gebrachten Chess Partner 2000 erschienen daher zwei technisch identische Versionen, und zwar der Novag Chess Partner 2000 sowie der SciSys Chess Partner 2000. Beide Modellvarianten wurden zwar in jeweils unterschiedlichen Verpackungen angeboten, trugen aber keine Firmenlogos. Offensichtlich waren die Geräte schon hergestellt worden, bevor Auge und Winkler ihre Differenzen beigelegt hatten.

### Entwicklung desSkat Champion

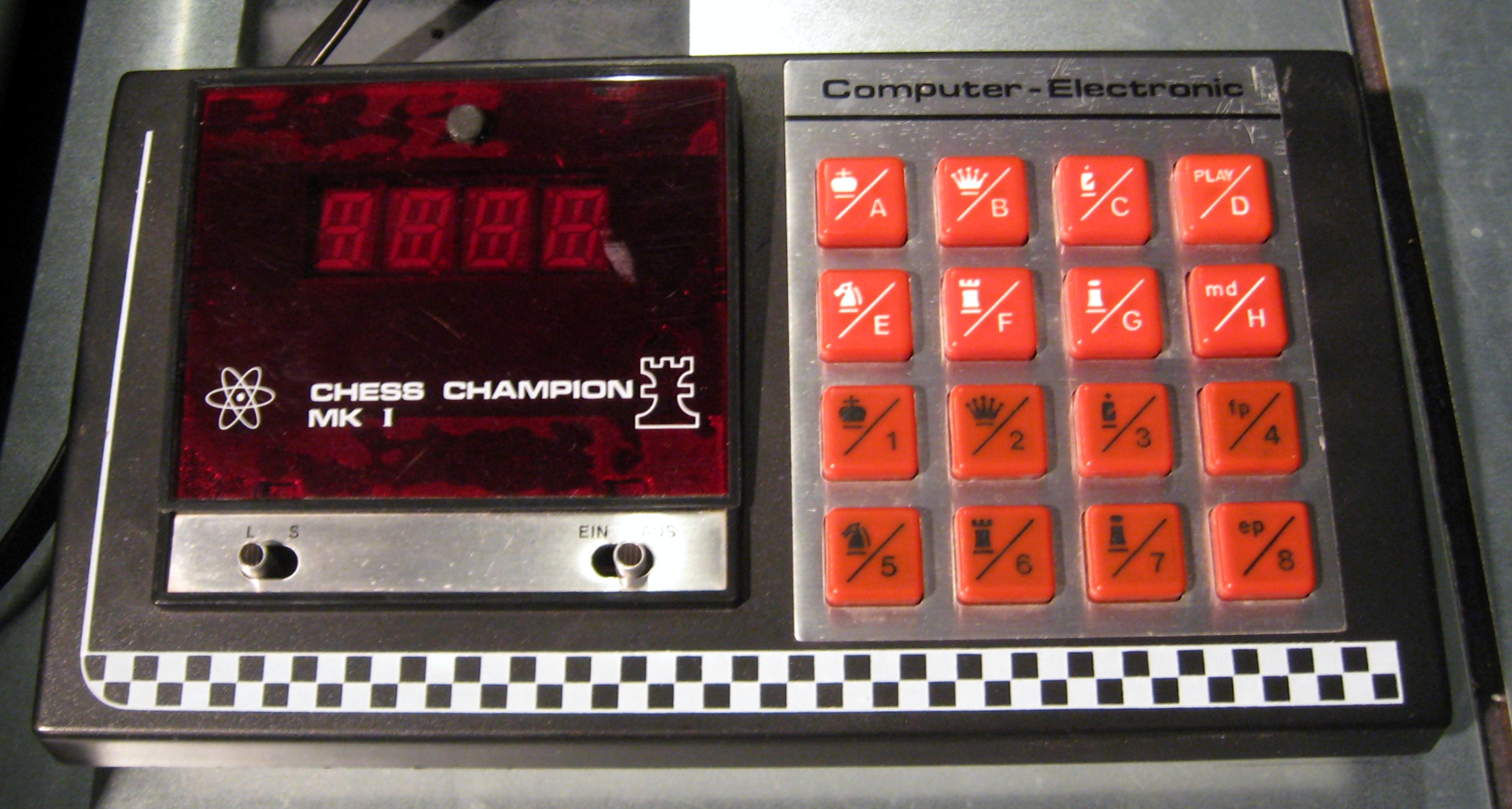
Novag Chess Champion Mk. I (1978)

Auch die Entwicklung des Skat Champion, der etwas früher als der Chess Partner 2000 im Oktober 1980 auf den Markt gebracht wurde, geht augenscheinlich noch auf die Zusammenarbeit Auges und Winklers unter dem Dach der Firma Novag zurück. So steuerte die Firma Scientific Systems, aus der später das Elektronikunternehmen Saitek hervorgehen sollte, den Mikroprozessor sowie die ROM-Chips für die Hauptplatine des Skat Champion bei, was die Vermutung nahelegt, dass Winkler auch die Hardware des Skatcomputers konzipiert hat.
Genau wie beim Chess Partner 2000 finden sich auf dem Skat Champion im Übrigen keine Firmenlogos. Stattdessen prangt auf dem Skatcomputer lediglich ein stilisiertes Gerätelogo nebst Schriftzug ohne eindeutigen Bezug zu Auges Unternehmen. Auch die Verpackung macht keine Angaben zum Hersteller. Nur aus der Bedienungsanleitung geht hervor, dass die Firma Novag für den Vertrieb des Skatcomputers verantwortlich war. Offensichtlich war auch der Skat Champion bereits in Produktion gegangen, bevor es zwischen Auge und Winkler zu der erwähnten Einigung gekommen war, und man hatte seitens Novag aus Vorsicht darauf verzichtet, den Geräten vor Klärung der Rechtslage ein Firmenzeichen aufzuprägen.

### Markteinführung und Markterfolg

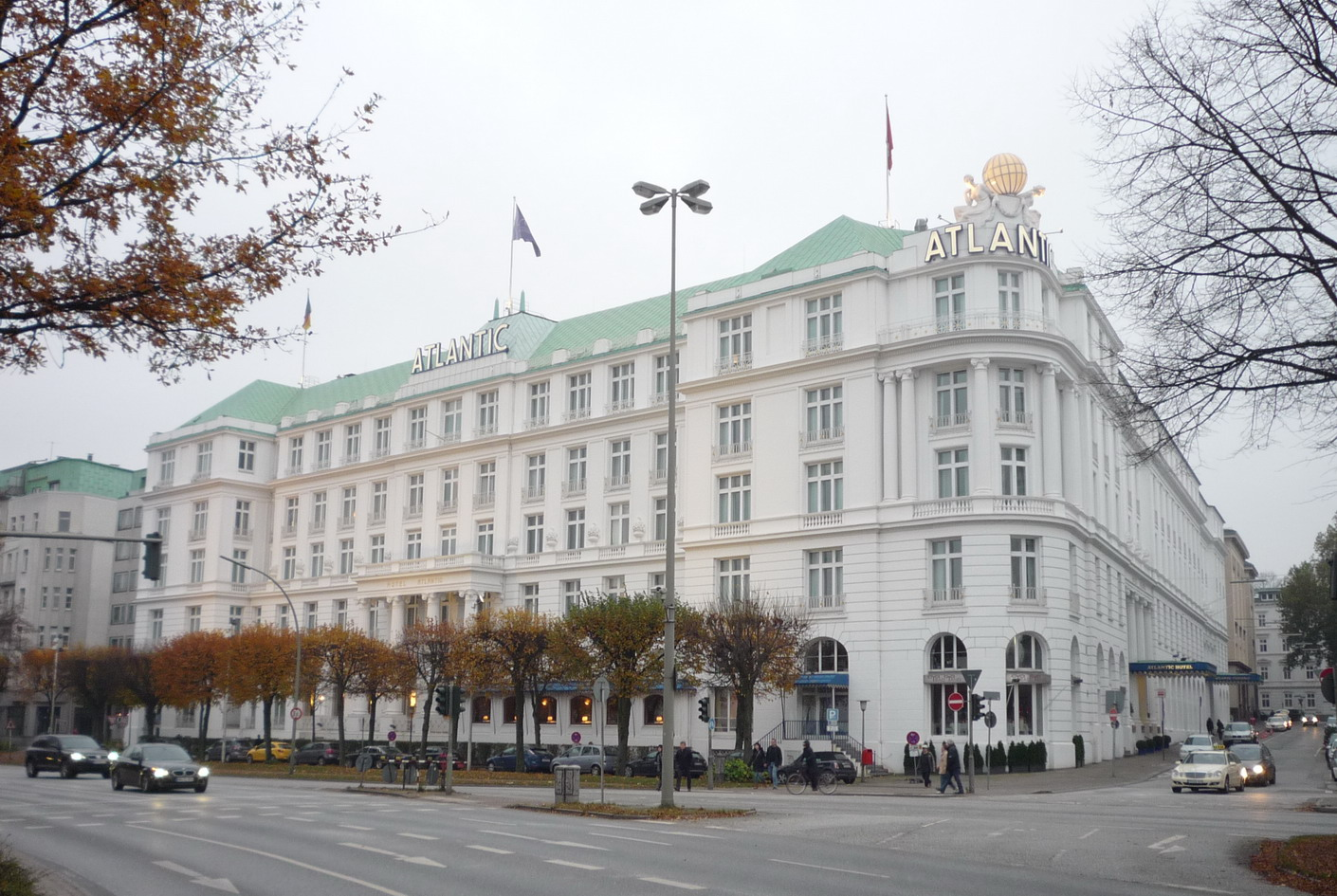
Hotel Atlantic in Hamburg

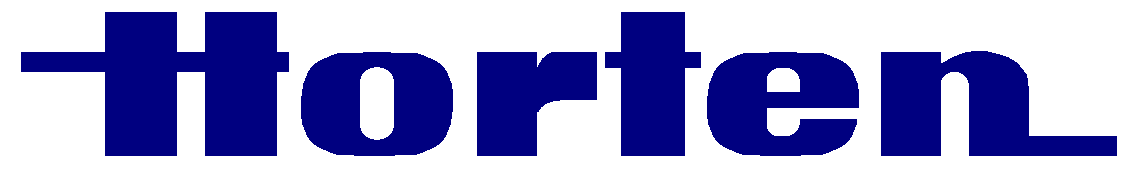
Logo der Horten AG

Der Skat Champion wurde im Herbst 1980 auf einer von der Kaufhauskette Horten veranstalteten Pressekonferenz im Hamburger Hotel Atlantic der Weltöffentlichkeit vorgestellt. Novag-Geschäftsführer Peter Auge plante zum Zeitpunkt der Markteinführung deutschlandweit 18.000 Einheiten des Skatrechners in 57 Horten-Filialen sowie anderen Verkaufsstellen abzusetzen. Wie viele Exemplare des nicht eben billigen Skat Champion tatsächlich verkauft wurden, ist jedoch nicht bekannt. Da sich die Skatcomputer generell nicht auf dem Markt zu etablieren vermochten, dürften die Verkaufszahlen deutlich unter dieser Prognose liegen.

### Produktionseinstellung und Nachfolgemodell
Im November 1982 wurde von Fidelity Electronics Ltd., einem US-amerikanischen Konkurrenten der Firma Novag, der Skat Challenger zur Marktreife gebracht. Dieser neue Skatcomputer bot ein breiteres Leistungsspektrum als der Skat Champion. So benötigt das neuentwickelte Gerät von Fidelity kein Partnermodul zur Simulation des zweiten oder sogar des dritten fehlenden Skatpartners. Außerdem liefert der Skat Challenger Spieloptionen, über die der Skat Champion nicht verfügt, etwa die Möglichkeit, einen Ramsch zu spielen. Obendrein kostete der Skat Challenger 549 DM und war damit rund 50 DM billiger als das aus dem Skat Champion sowie dem Skat Champion Partner bestehende Komplettpaket von Novag.
Um seine Marktanteile auf dem Gebiet der Skatcomputer behaupten zu können, entwickelte Novag daraufhin einen neuen Skatrechner namens Microskat, der den Skat Champion ablösen sollte. Das 1983 herausgebrachte Nachfolgemodell ist deutlich kompakter gebaut und in einem wesentlich kleineren Gehäuse untergebracht. Es verfügt außerdem über eine verbesserte Digitalanzeige, besitzt ein übersichtlicheres Bedienfeld mit deutlich weniger Tasten und benötigt zur Simulierung des dritten Spielers ebenfalls kein Zusatzgerät mehr. Mit der Einführung der Nachfolgemodells wurde die Produktion des Skat Champion ebenso eingestellt wie die des Partnermoduls.

## Hardware

### Gehäuse
Der Skat Champion besitzt ebenso wie das Partnermodul ein rechteckiges Gehäuse aus beigem und dunkelbraunem Kunststoff. Das Gehäuse des Skatrechners misst 27 cm × 25 cm × 11 cm (Länge × Breite × Höhe). Das mit einer Sichtblende aus braunem Kunststoff ausgestattete Bedienfeld ist leicht angewinkelt und an der Vorderseite deutlich niedriger als an der Rückseite, um die Bedienung der Tasten zu erleichtern. Auf der rechten Seite der Sichtblende ist die Modellbezeichnung aufgedruckt. Zwecks Kühlung der Elektronik sind auf der Vorderseite, der Rückseite sowie der Unterseite Lüftungsschlitze ins Gehäuse eingelassen. Das Bedienfeld des Skat Champion erfüllt die Funktion einer Benutzerschnittstelle und verfügt über ein vollständiges Spielkartentableau, ein Multifunktionsdisplay, eine Anzeige für die Sitzordnung, eine Null-Ouvert-Anzeige sowie eine Bedienungstastatur.

### Bedienfeld und Schnittstelle
Das Multifunktionsdisplay befindet sich in der oberen rechten Ecke des Bedienfeldes und besitzt eine Digitalanzeige mit sechs Siebensegmentziffern. Es vermittelt Informationen über die gewählte Spielstärke, die Reizwerte sowie den aktuellen Punktestand. Überdies dient es als Kartenanzeige. Die Null-Ouvert-Anzeige hat in der oberen linken Ecke des Bedienfeldes ihren Platz. Sie besteht aus einer weiteren vollständigen Blattanzeige und besitzt deshalb ebenfalls 32 rote Leuchtdioden, also eine für jede Karte des Tableaus. Bei Null- oder Grand-Ouvert-Spielen kann man an den brennenden Leuchtdioden das Blatt des entsprechenden Spielers ablesen. Die Anzeige für die Sitzordnung befindet sich am oberen Rand des Bedienfeldes, eingerahmt von Multifunktionsdisplay und Null-Ouvert-Anzeige. Sie besteht aus neun Leuchtdioden in den Farben Rot, Gelb und Grün, anhand derer man ablesen kann, welche Spieler gerade in den Rollen des Gebers, des Spielers oder der Vorhand agieren.
Das Spielkartentableau nimmt den Hauptteil in der Mitte des Bedienfeldes ein. Es dient als Blattanzeige und weist Miniaturen aller 32 Karten auf. Jede Kartenminiatur verfügt über eine eigene rote Leuchtdiode. Die Bedienungstastatur nimmt das untere Drittel des Bedienfeldes ein und besitzt insgesamt 14 Funktionstasten. Unten rechts befinden sich die Enter-Taste und eine Löschtaste. Weitere zwölf Tasten sind u. a. für die Anwahl der Farben, die gewünschte Spielstärke, das Reizen, Passen, Mischen der Karten, Ansagen des Spiels sowie das Abrufen der aktuellen Punktzahlen vorgesehen. Darüber hinaus besitzt die Bedienungstastatur einen Netzschalter, einen Schiebeschalter für die Tonausgabe sowie elf rote Lichtdioden.
Auf der Unterseite besitzt der Skat Champion hinten eine abnehmbare Abdeckung, hinter der sich ein 15-poliger Platinenstecker befindet. Dieser dient dem Skatcomputer als Verbindungsschnittstelle für den Datenaustausch mit dem Skat Champion Partner. Abgesehen von dem fehlenden Stromschalter ist das Bedienfeld des Skat Champion Partner identisch mit dem der Basiskonsole.

### Elektronik

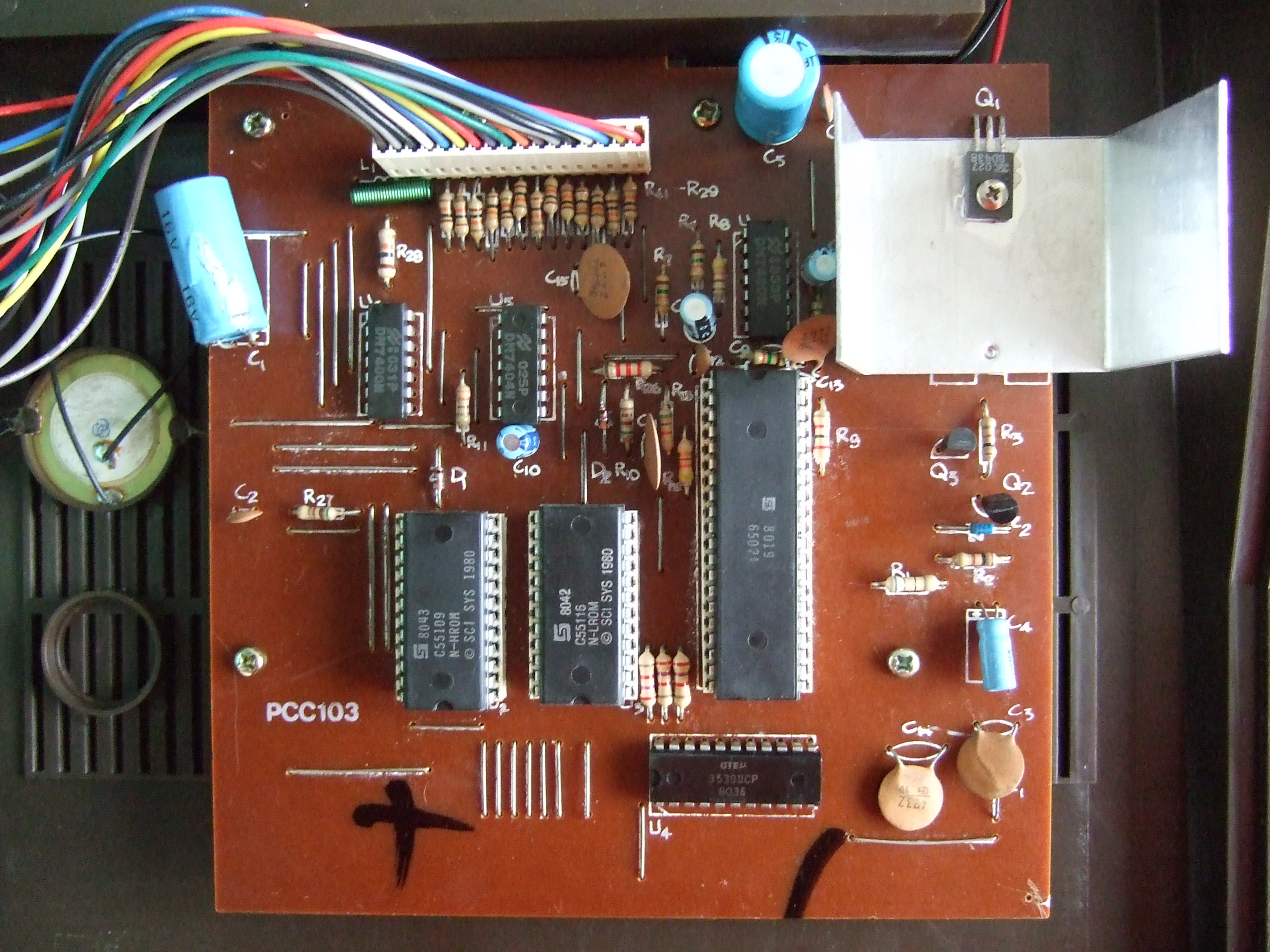
Hauptplatine mit Mikroprozessor, ROM-Chips, RAM-Chip, Logikgattern, Summer und Stromanschluss

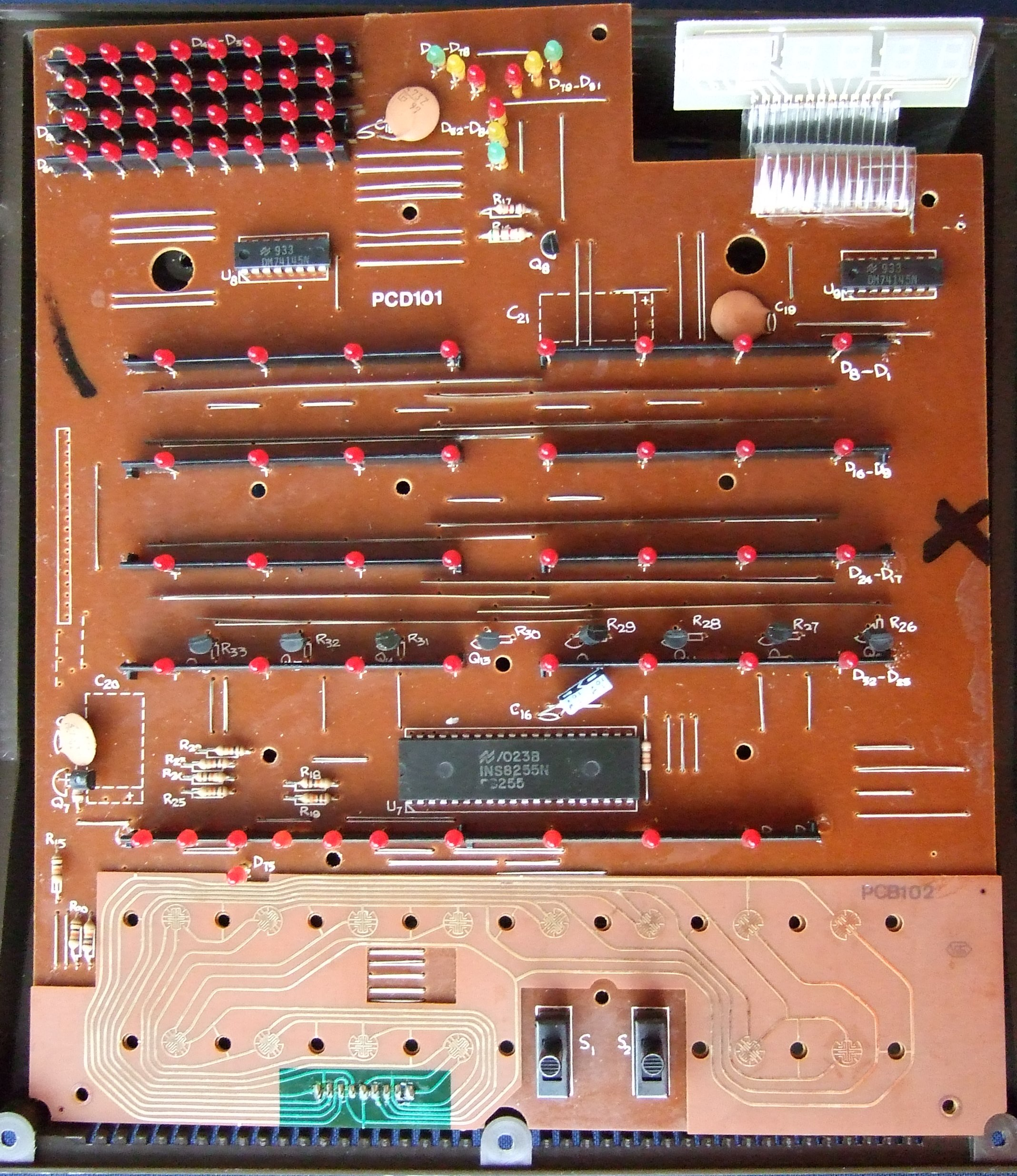
Nebenplatine mit I/O-Baustein, Dekodierern, Digitalanzeige und Tastaturplatine

Die Elektronik des Skat Champion ist ab Werk mit einem Mikroprozessor, einem Festwertspeicher und einem kleinen Arbeitsspeicher ausgestattet. Darüber hinaus verfügt das Gerät über einen I/O-Baustein sowie einen als akustischer Signalgeber fungierenden Summer (engl. Beeper).
Die elektrischen Bauelemente des Skatcomputers sind auf zwei einseitige, nur auf den Unterseiten mit grünem Lötstopplack versehenen Platinen unter Verwendung von Durchsteckmontage verteilt. Während die kleinere Hauptplatine den Mikroprozessor und die Speicherchips beherbergt, sind sämtliche für die Eingabe und Ausgabe zuständigen Bauelemente auf einer eigenen, deutlich größeren Nebenplatine untergebracht. Die Hauptplatine ist fest mit der Unterseite des Rechnergehäuses verschraubt, die Nebenplatine dagegen mit dem Gehäuseoberteil. Beide Platinen sind über eine Stiftleiste mit 17 Kontakten und ein entsprechendes Kabelbündel miteinander verbunden.

#### Hauptplatine
Die Systemsteuerung übernimmt im Skat Champion ein gesockelter 8-Bit-Mikroprozessor des Typs MOS Technology 6502A, der auch in einigen weitverbreiteten Heimcomputermodellen wie etwa dem Apple II oder dem Atari 800 eingesetzt wurde. Der mit 40 Anschlusspins ausgestattete Mikroprozessor wurde von Scientific Systems in Lizenz in Singapur gefertigt und kann mit einer Taktfrequenz von bis zu 2 MHz betrieben werden.
Außerdem weist die Hauptplatine zwei ebenfalls gesockelte und von Scientific Systems in Singapur hergestellte 8-Bit-ROM-Chips der Typen C55109 N-HROM bzw. C55116 N-LROM auf. Diese beiden mit 24 Anschlusspins ausgestatteten ROM-Chips haben eine Speicherkapazität von jeweils 8 KB und bilden den Festwertspeicher des Skatcomputers, der also ein Speichervolumen von insgesamt 16 KB ROM besitzt. Die beiden erwähnten ROM-Chips enthalten das eigentliche Skatprogramm des Skat Champion mit sämtlichen für den Spielbetrieb notwendigen Routinen und Algorithmen.
Ein kleiner Arbeitsspeicher, der aus einem einzelnen 8-Bit-RAM-Chip des Typs 3539UCP mit einer Speicherkapazität von 256 Byte besteht, ermöglicht dem Skat Champion das Zwischenspeichern und Aufaddieren der Punktestände mehrerer vorangegangener Spielrunden. Der 256-Byte-RAM-Chip wurde von der US-amerikanischen General Telephone & Electric Corporation (GTE) hergestellt und besitzt 22 Anschlusspins.
Daneben befinden sich auf der Hauptplatine des Skatcomputers zwei mit 14 Anschlusspins ausgestattete NAND-Logikgatter des Typs DM7400N mit vier Mal zwei Eingängen (engl. Quad 2-Input NAND Gates) sowie ein ebenfalls 14 Anschlusspins besitzendes Nicht-Logikgatter des Typs DM7404N mit sechs Invertern (engl. hex inverting gate) vom US-amerikanischen Halbleiterhersteller National Semiconductor, diverse Transistoren und Kondensatoren sowie eine winzige, als Piezoschallwandler ausgeführte Lautsprechermembran zwecks Erzeugung akustischer Signale durch den Summer.

#### Nebenplatine
Das Herzstück der Nebenplatine des Skat Champion besteht in einem I/O-Baustein des Typs INS8255N mit 40 Anschlusspins, von denen 24 programmierbar sind. Dieser Baustein unterstützt die CPU bei der Verarbeitung von Eingaben über die Tastatur und regelt die Ausgabefunktionen über die Digitalanzeige, die 84 in Feldern angeordneten Leuchtdioden und den Summer.
Darüber hinaus weist die Nebenplatine zwei BCD-Dekodierer des Typs DM74145N mit sechs Schmitt-Triggern und 16 Anschlusspins auf, die für die Übertragung von Dezimalzahlen in Binärzahlen verantwortlich sind. Sämtliche Halbleiter der Nebenplatine stammen ebenfalls von National Semiconductor. Die Digitalanzeige ist über ein 13-adriges Flachbandkabel fest mit der Nebenplatine verbunden.
Im unteren Bereich der Nebenplatine befindet sich eine kleine Tastaturplatine mit grauer Silikonschaltmatte für die 14 Tasten. Im gleichen Bereich finden sich auch die beiden Schiebeschalter für Strom und Tonausgabe.

#### Stromversorgung
Die Stromversorgung des Skat Champion wird über ein im Lieferumfang enthaltenes externes Netzteil bewerkstelligt, das auf die in Deutschland üblichen 220 V Wechselstrom zugeschnitten ist und eine Eingangsspannung von 8,8 V Gleichstrom liefert. Der Stromanschluss befindet sich auf der Rückseite und ist direkt mit der Hauptplatine verbunden. Der Skatcomputer hat einen Leistungsverbrauch von 6,6 W bei einer Stromstärke von 750 mA. Der ebenfalls mit einem 15-poligen Platinenstecker ausgestattete Skat Champion Partner kann nicht alleine betrieben werden und muss über ein Zusatzkabel mit dem Skat Champion verbunden werden. Die Stromversorgung des Partnermoduls läuft dabei über die Basiskonsole.

## Software

### Skatprogramm
Der 16 KB ROM umfassende Festwertspeicher des Skat Champion enthält sowohl das eigentliche Skatprogramm als auch die zur Konfiguration von Hardware und Skatprogramm benötigte Systemsoftware. Das Skatprogramm besteht im Wesentlichen aus einem Spielzuggenerator, einer Bewertungsfunktion und einem Unterprogramm für die Steuerung der Suche und Auswahl des nächsten Spielzuges. Darüber hinaus fungiert das Skatprogramm auch als Benutzerschnittstelle und ist mit allen Spielfunktionen sofort nach dem Einschalten der Konsole betriebsbereit. Der Skat Champion ist ausschließlich zum Skatspielen konzipiert und besitzt daher keine Programmierumgebung. Das Skatprogramm kann also nicht verändert werden und stellt ein Beispiel für Firmware dar.
Die Skat-Software des Skat Champion wurde streng nach den Regeln des Deutschen Skatverbandes programmiert. Regelübertretungen gestattet das eingebaute Skatprogramm beim Spielen grundsätzlich nicht. Auch populäre, vom offiziellen Regelwerk des Deutschen Skatverbandes aber nicht vorgesehene Spielvarianten wie Contra, Re, Bockrunden, Ramsch oder Schieberamsch lässt der Skat Champion prinzipiell nicht zu. Das gilt auch etwa für Sonderspiele oder die Verwendung alternativer Spielwerte. Bei illegalen Eingaben generiert der eingebaute Summer einen kurzen Doppelton. Durch Drücken der Enter-Taste werden die unzulässigen Eingaben dann wieder aus dem Display gelöscht und das Spiel kann weitergehen.
Einzelne Aktionen des menschlichen Spielers wie Mischen, Reizen, Ansagen des Spiels usw. werden durch Drücken der Enter-Taste initiiert. Die Kontrolle übernimmt dann zunächst das Skatprogramm, solange bis der menschliche Skatpartner wieder am Zug ist. Beim Reizen können in puncto Risikobereitschaft der von der Konsole simulierten Skatpartner acht verschiedene Einstellungen angewählt werden. Die dabei möglichen Reizstufen reichen von „sehr vorsichtig“ über „optimal“ bis „waghalsig“, wobei der Skat Champion auf „optimal“ voreingestellt ist. Auch die Punktezählung wird automatisch vom Skatcomputer übernommen, sowohl für die menschlichen als auch die von der Konsole gesteuerten Skatpartner. Gespeicherte Punktestände gehen nach Abschalten des Gerätes unwiederbringlich verloren.
Das Skatprogramm ist außerdem so konzipiert, dass der Skat Champion weder die Karten des menschlichen noch die der von ihm selbst gesteuerten Skatpartner einsehen und miteinander vergleichen kann. Dadurch soll laut Hersteller ein faires, ausgeglichenes Spiel gewährleistet werden.

### Autorschaft

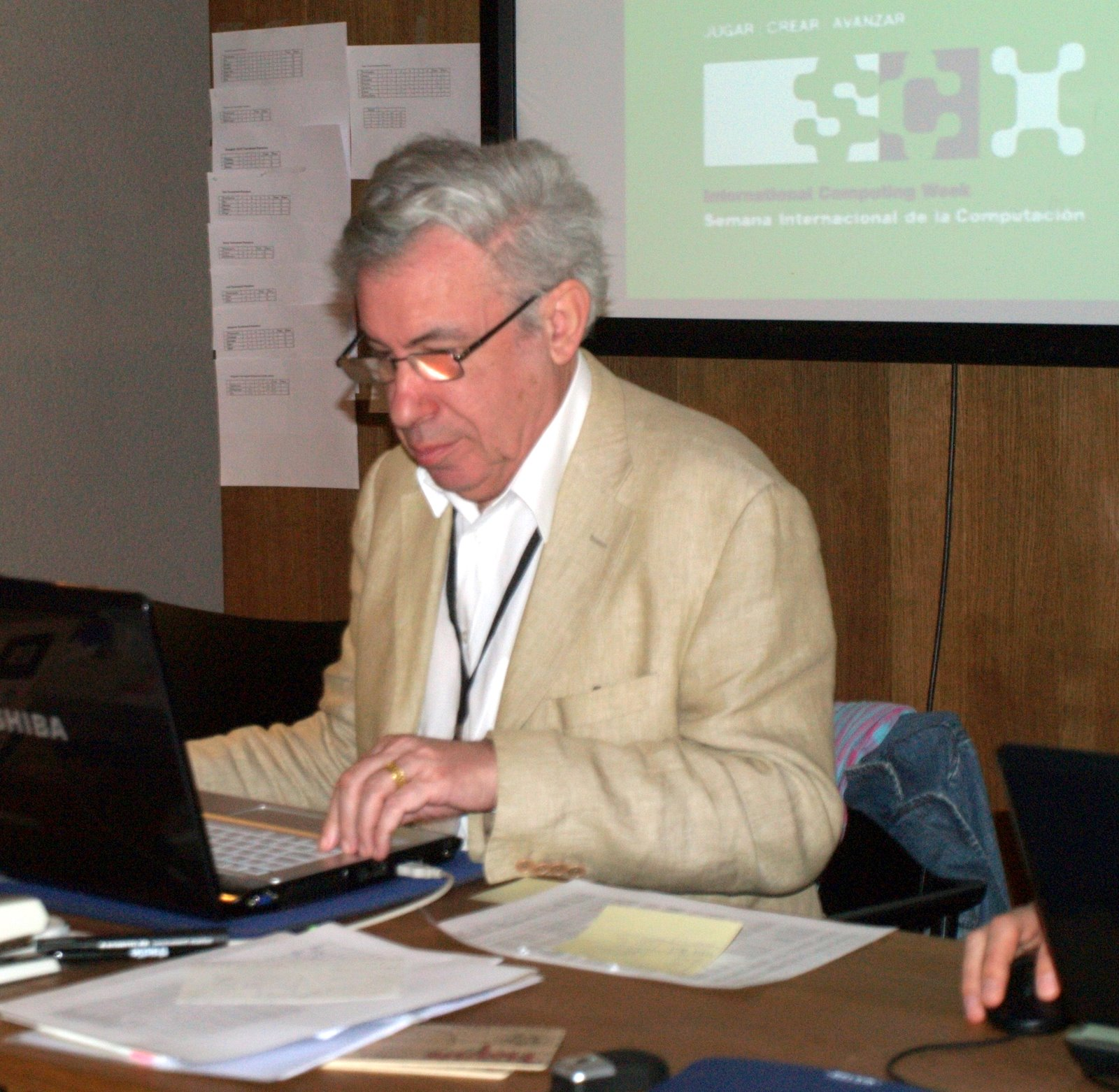
David Levy, Mitbegründer von Philidor Software (2009)

In einer 1980 im renommierten deutschen Wochenmagazin Der Spiegel erschienenen Rezension wird der bekannte schottische Schachmeister David Levy als Programmierer des im Skat Champion implementierten Skatprogramms angegeben. Levy war aber vermutlich eher in beratender Funktion bei der Entwicklung der Skat-Software tätig und wurde wohl aus Marketinggründen als Urheber des Skatprogramms genannt. Schließlich gibt der Schotte in einem Interview aus dem Jahr 2006 selbst an, er habe seit 1972 nicht mehr selbst aktiv programmiert, sondern vielmehr bei der Entwicklung neuer Algorithmen im Zuge der Programmierung von Schachcomputern und anderen Geräten mit künstlicher Intelligenz mitgewirkt. Zu diesem Zweck hatte Levy gemeinsam mit dem irischen Schachexperten und Programmierer Kevin O’Connell im Jahr 1979 die in London ansässige Firma Philidor Software Consultants Ltd. gegründet, die neben Schachprogrammen auch Computerbridge und Gin-Rummy-Software entwickelte und zu deren wichtigstem Geschäftspartner der maßgeblich an der Entwicklung der Hardware des Skat Champion beteiligte Erich Winkler von Scientific Systems avancierte.
Vermutlich handelt es sich bei dem Skatprogramm des Skat Champion also um eine Auftragsarbeit, die von einem externen Entwicklerteam übernommen wurde. Ob es sich bei den Programmierern um Mitarbeiter von Philidor Software handelt, ist derzeit jedoch nicht eindeutig geklärt, auch wenn die Beteiligung David Levys diese Vermutung nahelegt. Levy suchte oft per Annonce in überregionalen Zeitschriften nach fähigen Programmierern, die bereit waren, in seinem Auftrag Software in Assemblersprache zu entwickeln. Wer genau den Skat Champion programmiert hat, ist daher nicht bekannt.

## Rezeption
In der Frankfurter Allgemeinen Zeitung, der Wochenzeitschrift Die Welt sowie dem Hamburger Abendblatt erschienen im Anschluss an die Pressekonferenz positive Besprechungen des ersten Skatcomputers. Im Hamburger Abendblatt etwa heißt es, der Skat Champion „reiz[e] und drück[e], schmier[e] und schnibbel[e] wie ein Weltmeister“. In der FAZ urteilte der Rezensent, der Skat Champion sei eine „wahre Freude für den Skatspieler“. Auch prominente Skatspieler wie der damalige Präsident des Deutschen Bundestages, Richard Stücklen, äußerten sich lobend über den Skatrechner.
Das Nachrichtenmagazin Der Spiegel veröffentlichte dagegen am 13. Oktober 1980 eine ziemlich skeptische Rezension, in der verschiedene Schwächen des Skat Champion thematisiert werden. Als Hauptkritikpunkte werden dabei die durch die Computerisierung des Skatspiels verlorengehende Geselligkeit sowie Defizite in der Spielstrategie des Skatcomputers ausgemacht, insbesondere hinsichtlich des Ausreizens des eigenen Blattes sowie des Stechens. Bemängelt werden überdies die nur gering ausgeprägte Fähigkeit des Skat Champion, selbst das Spiel zu machen, sowie seine „lebensferne Regeltreue“.